# KIBUM

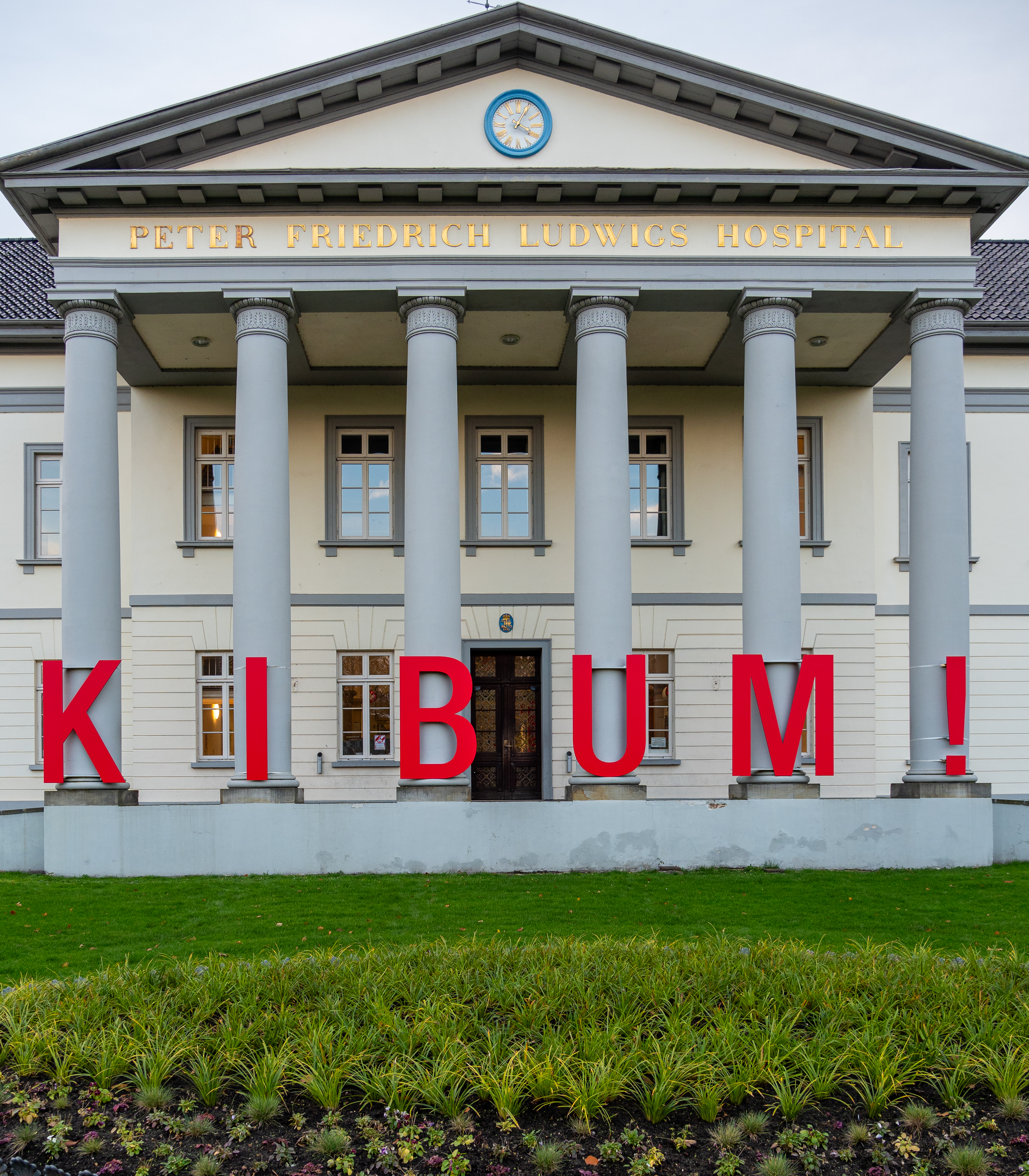
KIBUM! in Oldenburg 2023

KIBUM (Kinder- und Jugendbuchmesse) ist der Name einer alljährlich stattfindenden Veranstaltung zur Präsentation neuer Kinder- und Jugendbücher. Die Medien werden regelmäßig zuerst in Oldenburg gezeigt. Anschließend wandert die Ausstellung auch in andere Städte; im Jahr 2013 konnte sie in Lörrach, Ulm und Mersch (Luxemburg) besucht werden. 2015 und 2017 fand sie auch in Neuruppin statt. Die KIBUM ist die größte nicht-kommerzielle Kinder- und Jugendliteraturausstellung Deutschlands. Am Standort Oldenburg wird sie regelmäßig von ungefähr 35.000 Menschen besucht.

## Organisation

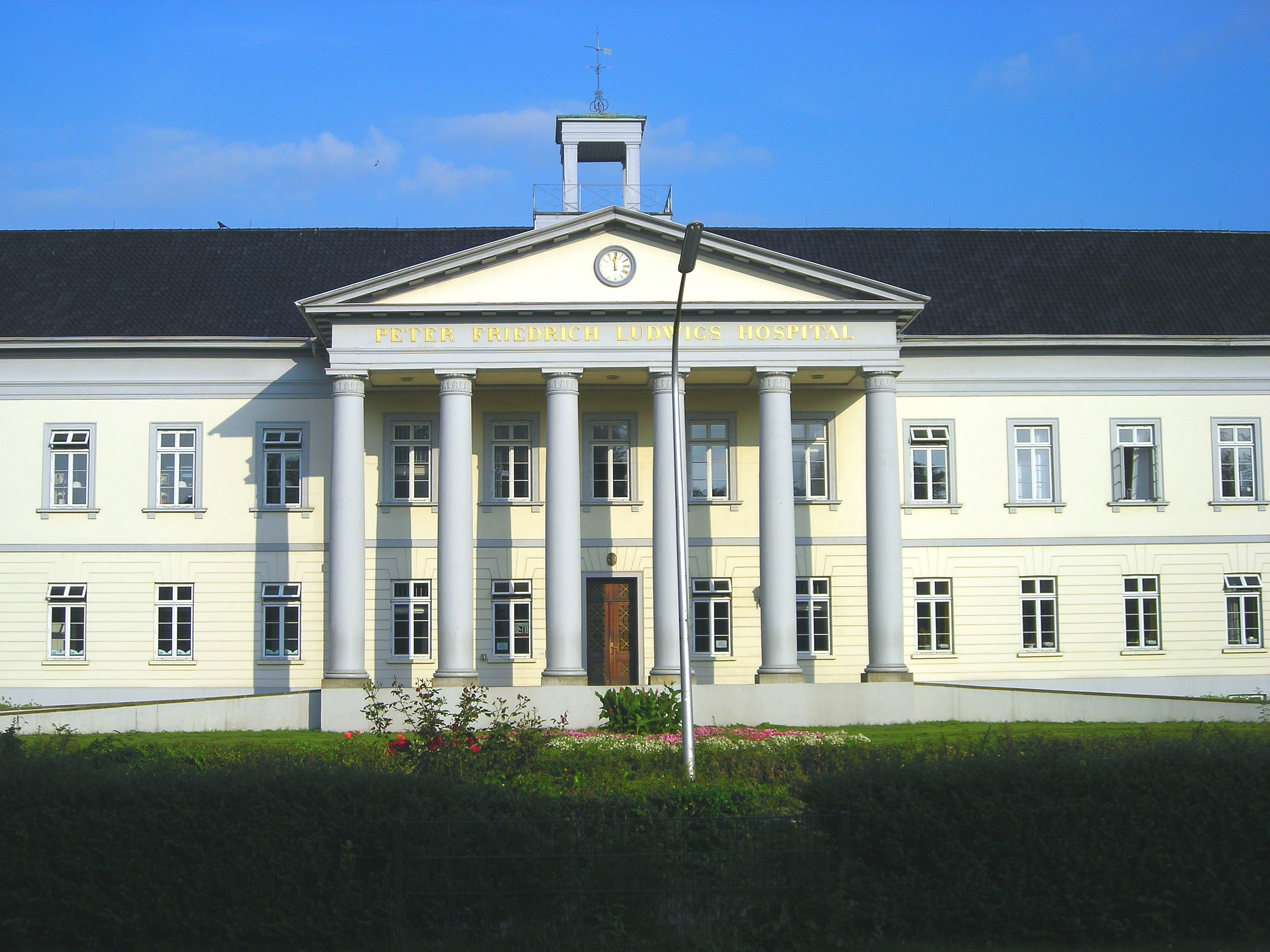
Kulturzentrum Peter Friedrich Ludwigs Hospital Oldenburg – Haupt-Standort der KIBUM

Die KIBUM wird von der Stadtbibliothek und der Universität Oldenburg seit 1975 ausgerichtet und informiert über die Jahresproduktion im Bereich der deutschsprachigen Kinder- und Jugendliteratur. Haupt-Veranstaltungsort in Oldenburg ist das Kulturzentrum PFL.
Die auf der KIBUM ausgestellten Kinder- und Jugendbücher sowie Multimedia-Exponate werden im Bibliotheks- und Informationssystem der Universität Oldenburg katalogisiert und in deren Bestand aufgenommen. Die „Forschungsstelle Kinder- und Jugendliteratur der Carl von Ossietzky Universität Oldenburg“ („olfoki“) sorgt für die wissenschaftliche Begleitung der KIBUM.

## Angebote
Die KIBUM präsentiert über 2.000 Neuerscheinungen im Bereich der Kinder- und Jugendmedien aus allen deutschsprachigen Ländern. Sie will umfassend über die Kinder- und Jugendbuchproduktion des laufenden Jahres informieren, Lern- und Spiele-Software präsentieren sowie aktiv Leseförderung betreiben. Zu diesem Zweck bietet sie auch Autorenlesungen, Vorträge, Workshops, Ausstellungen sowie Theater- und Filmangebote.
Ein regelmäßiger Bestandteil der KIBUM ist das „Oldenburger Kinderfilmfestival“, das seit 1982 veranstaltet wird.
Das Kulturdezernat der Stadt Oldenburg ist bestrebt, dem „als national anerkannte[n] Ereignis“ KIBUM als Bestandteil der „Literaturszene in Oldenburg“ „ein zeitgemäßes Profil“ zu geben und die KIBUM dauerhaft zu sichern.

### KIBUM-Motto
In jedem Jahr setzt die KIBUM einen thematischen Schwerpunkt, der zu einem Motto verdichtet wird. Das jeweilige Jahresmotto lautete:
- 1979: Schule im Krieg – Krieg in der Schule
- 1980: Kinderbücher des 19. Jahrhunderts
- 1981: Vom Penny Dreadful zum Comic
- 1982: Lesen lernen. ABC-Bücher, Fibeln und Lehrmittel aus drei Jahrhunderten
- 1983: Mädchenbücher aus drei Jahrhunderten
- 1984: Ausbruch und Abenteuer.
- 1985: Der Afrikaner im deutschen Kinder- und Jugendbuch bis 1945
- 1986: Künstler illustrieren Bilderbücher
- 1987: Sorgenkinder – Kindersorgen. Behindert-werden, behindert-sein als Thema in Kinder- und Jugendbüchern
- 1988: Antisemitismus und Holocaust. Ihre Darstellung und Verarbeitung in der deutschen Kinder- und Jugendliteratur
- 1989: Liebe Mutter – böse Mutter. Angstmachende Bilder von der Mutter in Kinder- und Jugendbüchern
- 1990: Wissen ist mächtig. Sachbücher für Kinder- und Jugendliche
- 1991: 500 Jor Nedderdüütsche Böker för Kinner un junge Lüüd
- 1992: Besonnte Kindheit und Jugend?
- 1993: Helden nach Plan. Kinder- und Jugendliteratur der DDR zwischen Wagnis und Anpassung
- 1994: Drunter & drüber: Jürgen Spohn
- 1995: Robin Hood. Die vielen Gesichter des edlen Räubers
- 1996: Multi-Media-Paradise
- 1997: Experiment Bilderbuch
- 1998: Jüdisches Kinderleben im Spiegel jüdischer Kinderbücher
- 1999: Kinder feiern feste
- 2000: GeschichtsBilder
- 2001: Kinder auf der Flucht
- 2002: Medienumbrüche
- 2003: Frederick und seine Freunde
- 2004: Pop-Pop-Populär. Popliteratur und Jugendkultur.
- 2005: Gott und die Welt. Religion, Sinn und Werte im Kinder- und Jugendbuch
- 2006: Sesam öffne dich.
- 2007: Verborgene Kindheiten – Soziale und emotionale Probleme in der Kinderliteratur
- 2008: Achtung Schule!
- 2009: Grenzenlos. Mauerfall und Wende in (Kinder- und Jugend-) Literatur und Medien
- 2010: Comics made in Germany – 60 Jahre Comics aus Deutschland
- 2011: Fantastisch!
- 2012: Afrika erzählt
- 2013: Sachbuch: KIBUM will’s wissen
- 2014: Merhaba: KIBUM trifft Türkei
- 2015: KIBUM klingt
- 2016: Hej! KIBUM trifft Schweden!
- 2017: Witaj! KIBUM trifft Polen!
- 2018: total tierisch!
- 2019: Welcome! KIBUM trifft Großbritannien
- 2020: Digital & anders
- 2021: Gedankensprünge! – KIBUM philosophiert
- 2022: Mehr als krach & bumm! KIBUM, Comics und Graphic Novels
- 2023: Grüezi! KIBUM trifft Schweiz
- 2024: KIBUM feiert! 50 Jahre Lesespaß

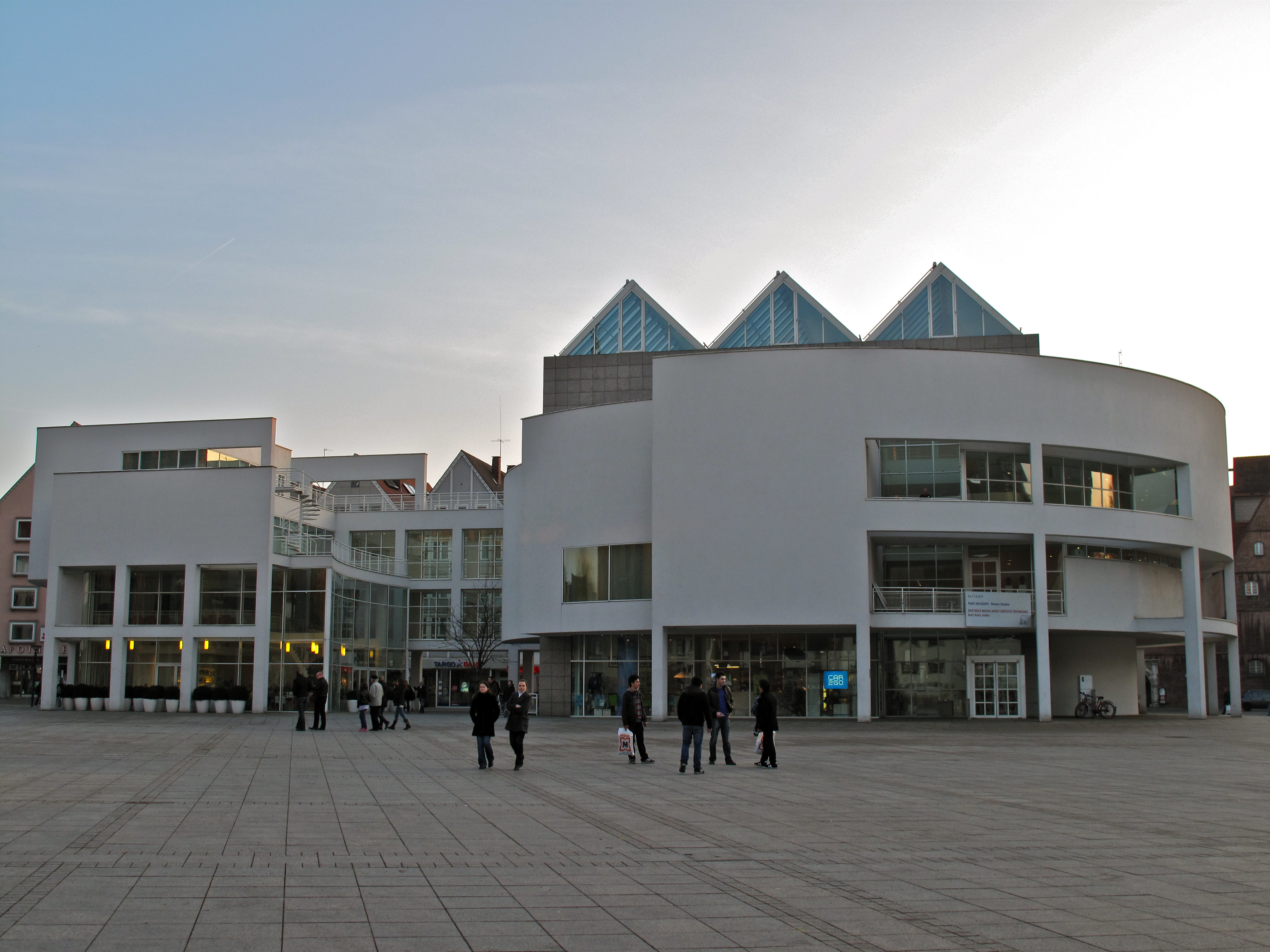
Stadthaus Ulm – Standort der Ulmer KIBUM

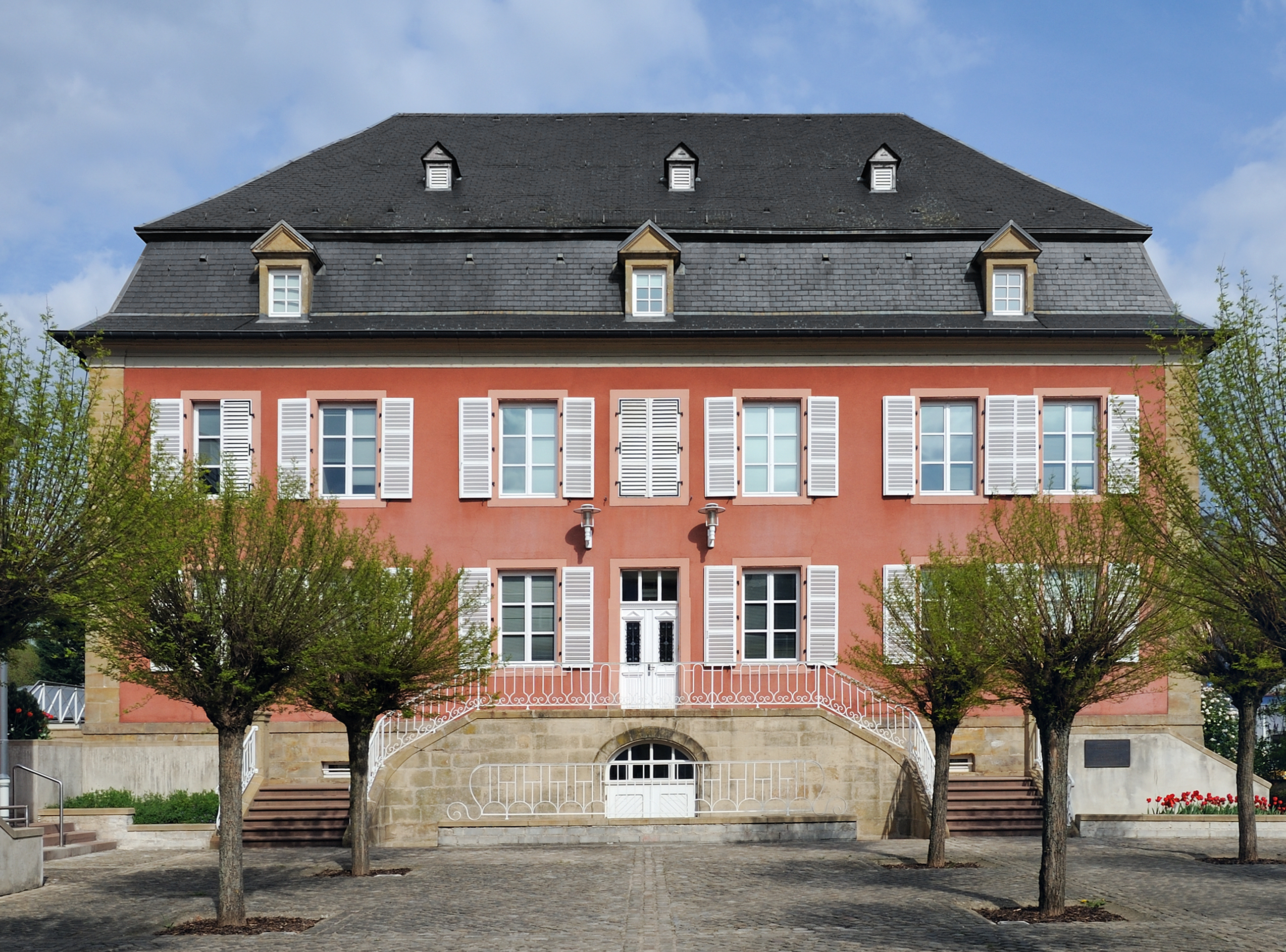
Maison Servais – Standort der Merscher KIBUM

## Oldenburger Kinder- und Jugendbuchpreis
In der Regel wird während der KIBUM der mit 8000 € dotierte Oldenburger Kinder- und Jugendbuchpreis verliehen.

## KIBUM außerhalb Oldenburgs
Seit 1994 wird die KIBUM regelmäßig im Anschluss an die Ausstellung in Oldenburg auch in Ulm durchgeführt, zunächst im Stadthaus Ulm, dort gewöhnlich für über 10.000 Besucher, seit 2023 in der Stadtbibliothek Ulm. Auch in Ulm werden seit 2005 Bücher ausgezeichnet, und zwar mit dem Literaturpreis Ulmer Unke, der in den beiden Kategorien für Bücher für 10- bis 12-Jährige und für 12- bis 14-Jährige vergeben wird.
Im Jahr 2014 fanden in Ulm anstelle der KIBUM die „Baden-Württembergischen Kinder- und Jugendliteraturtage“ statt.
In Lörrach ist die KIBUM in die seit 1992 durchgeführte „Kinderbuchmesse Lörracher Leselust“ integriert.
Die KIBUM im luxemburgischen Mersch findet jeweils zu Beginn eines Jahres im „Centre national de littérature“ statt.
In mehreren Jahren wurde die Wanderausstellung der KIBUM auch im Raum Niedersachsen/Bremen gezeigt, so etwa 1984/1985 in Zeven, in Bremerhaven und in Buxtehude.